# Arthur Foote
 (décembre 2023).
Arthur William Foote, né le 5 mars 1853 à Salem et mort le 4 avril 1937 à Boston, est un compositeur américain. Il est l'un des membres de l'école de Boston, avec George Chadwick, Amy Beach, Edward MacDowell, John Knowles Paine et Horatio Parker.

## Style
La tendance actuelle est de qualifier la musique de Foote de « romantique » et « européenne » à la lumière des générations suivantes de compositeurs américains tels que Aaron Copland, Roy Harris et William Schuman, qui ont tous contribué à développer une musique classique reconnue comme américaine.
Foote fut un des premiers musiciens à défendre Brahms et Wagner et à promouvoir les représentations de leurs œuvres. Il fut professeur et a rédigé des ouvrages pédagogiques, dont Modern Harmony dans Theory and Practice (1905), écrit avec Walter R. Spalding, réédité sous le titre  Harmony (1969). Il a aussi écrit Some Practical Things in Piano-Playing (1909) et Modulation and Related Harmonic Questions  (1919). Il a contribué à de nombreux articles de revues, dont Then and Now, Thirty Years of Musical Advance in America pour la revue Etude (1913) et A Bostonian Remembers pour Musical Quarterly (1937).
Une grande partie de la musique de Foote est constituée de compositions de musique de chambre et ces œuvres sont parmi ses meilleures. À propos de cette musique, le Chamber Music Journal écrit : « Si son nom n'est pas totalement inconnu, il est exact de dire que sa musique l'est. C'est une honte. Sa musique de chambre est de première classe, et mérite d'être diffusée régulièrement en concert ». Son Quintette avec piano, Op. 38 et son Quatuor avec piano, Op. 23, sont particulièrement prisés. En ce qui concerne le Quintette avec piano, l'auteur de l'article cité écrit : « Chacun de ces mouvements est un joyau. Le scherzo est particulièrement beau et le final au-delà de tout reproche. Je crois que la seule raison pour laquelle cette œuvre n'a jamais reçu l'audience qu'elle mérite est due au fait qu'elle a été écrite par un Américain qui était « hors du cercle » ». Pour le Quatuor avec piano, son opinion est qu'« il est aussi bon que n'importe quel quatuor avec piano de la fin du XIXe siècle ».
Ses archives sont conservées à Washington, à la Bibliothèque du Congrès.

## Compositions
- Trois pièces pour violoncelle et piano, op. 1
- Quatuor à cordes no 1 en sol mineur, op. 4
- Trio pour piano no 1 en ut mineur, op. 5
- Trois pièces pour violon et piano, op. 9
- Sonate pour violon et piano, op. 20
- Scherzo pour violoncelle et piano, op. 22
- Quatuor avec piano en do majeur, op. 23
- Sérénade, op. 25 pour orchestre à cordes, (1891)
- Trois pièces pour hautbois, flûte et piano, op. 31
- Quatuor à cordes no 2 en mi majeur, op. 32 (final joué séparément en tant que Tema con variazione)
- Romanza pour violoncelle et piano, op. 33 (mouvement lent du Concerto pour violoncelle, op. 33)
- Suite pour orchestre, op. 36 (1895)
- Quintette avec piano en la mineur, op. 38
- Mélodie pour violon et piano, op. 44
- Suite en mi majeur pour cordes, op. 63 (créé et enregistré par l'Orchestre symphonique de Boston)
- Trio pour piano no 2 en si bémol majeur, op. 65
- Ballade pour piano et violon, op. 69
- Quatuor à cordes no 3 en ré majeur, op. 70
- Deux pièces pour violon et piano, op. 74
- Légende pour violon et piano, op. 76
- Aubade pour violoncelle et piano, op. 77
- Sonate pour violoncelle et piano, op. 78
- Sonate pour alto et piano, op. 78A
- Nocturne et Scherzo pour flûte et quatuor à cordes, WoO. (1918, également connu sous le nom de Night Piece)
- At Dusk pour flûte, harpe et violoncelle, WoO
- Sarabande et Rigaudon pour hautbois (ou flûte), alto (ou violon) et piano, WoO